# جاك أوين
جاك أوين (بالإنجليزية: Jack Owen)‏ (1 يناير 1866 في المملكة المتحدة - ) هو لاعب كرة قدم بريطاني في مركزي الوسط ونصف الجناح. شارك مع منتخب ويلز لكرة القدم. أما مع النوادي، فقد لعب مع مانشستر يونايتد وChirk AAA F.C. ‏.